# Fêtes et jours fériés en Roumanie

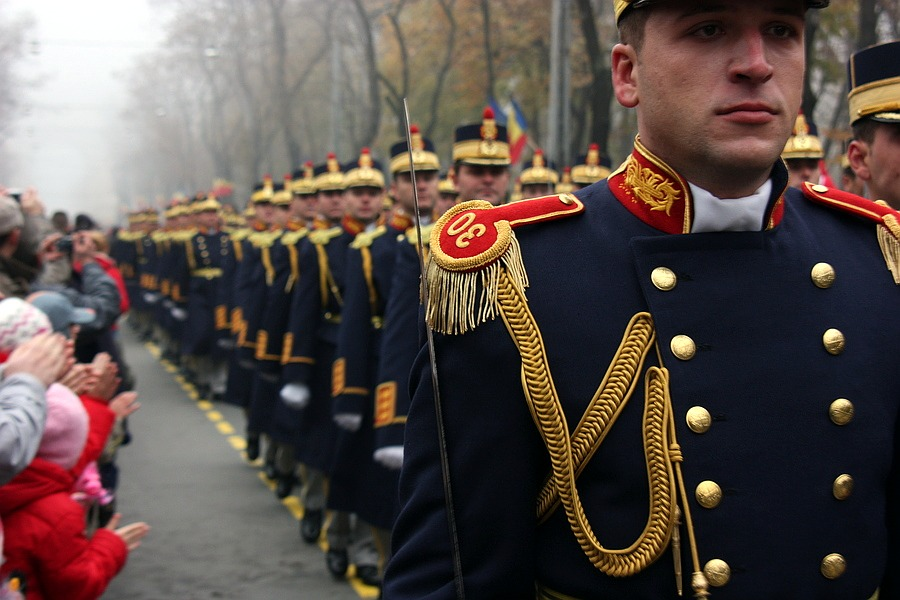
Soldats de la garde républicaine défilant lors de la fête nationale de la Roumanie, le 1 décembre 2008.

Les fêtes et jours fériés en Roumanie sont l'ensemble des fêtes religieuses et civiles selon la loi roumaine, la Roumanie comptait 51 jours fériés en 2011, qui couvrent 14% des jours de l'année dans le pays. Le Code du Travail roumain reconnaît aujourd'hui une quinzaine de jours fériés.

## Jours fériés en Roumanie
Les jours fériés en Roumanie sont les jours déclarés par la loi comme non ouvrés, autres que les week-ends. Les jours fériés, aucun travail n'est effectué, à l'exception des unités sanitaires et de restauration collective, ainsi que des unités où l'activité ne peut être interrompue en raison du processus de production ou des spécificités de l'activité. Les employés travaillant dans ces unités ont droit à une indemnité de congé appropriée accordée au cours des 30 prochains jours.
Le Code du travail prévoit 15 jours de congé accordés à l'occasion des jours fériés, respectivement trois jours pour Pâques (vendredi saint, dimanche de Pâques, lundi de Pâques), deux jours pour le Nouvel an, la Pentecôte et Noël et un jour pour le jour de l'Union des principautés roumaines, la journée internationale du travail, la fête des enfants, l'assomption, la fête de Saint-André et la fête nationale de la Roumanie.
| Date              | Nom roumain                                 | En français                                         | Notes |
| ----------------- | ------------------------------------------- | --------------------------------------------------- | --- |
| 1er janvier       | Anul Nou                                    | Jour de l'an                                        | |
| 24 janvier        | Ziua Unirii Principatelor Române            | Journée de l'unification des principautés roumaines | Commémore l'unification des principautés roumaines de Moldavie et de Valachie en 1859 et la fondation de l'État moderne roumain. C'est jour de congé depuis 2017. |
| date mobile       | Paștele                                     | Pâques orthodoxes                                   | Les Pâques orthodoxes comprennent trois jours fériés : le vendredi saint, le dimanche et le lundi de Pâques.                                                      |
| 1er mai           | Ziua Muncii                                 | Fête du Travail                                     | Journée internationale du travail |
| 1er juin          | Ziua Copilului                              | Journée de l'enfance                                | Jour férié depuis 2017. |
| date mobile       | Rusaliile                                   | Pentecôte                                           | Les 50e et 51e jours après la Pâques orthodoxe. |
| 15 août           | Adormirea Maicii Domnului/Sfânta Maria Mare | Dormition                                           | |
| 15 août           | Ziua Marinei                                | Fête de la Marine militaire roumaine                | Introduite comme jour férié par la loi n° 202/2008. |
| 30 novembre       | Sfântul Andrei                              | Fête de la Saint-André                              | Selon l'Église orthodoxe roumaine, l'apôtre André est le saint patron de la Roumanie. Introduit comme jour férié par la loi n° 147/2012                           |
| 1er décembre      | Ziua Națională a României                   | Fête nationale de Roumanie                          | Commémore l'union de la Bessarabie, de la Bucovine et de la Transylvanie avec le Royaume de Roumanie.                                                             |
| 25 et 26 décembre | Crăciunul                                   | Noël                                                | Les deux jours de Noël sont fériés. |

## Autres fêtes observées
| Date                         | Nom                                                                                 | Notes |
| ---------------------------- | ----------------------------------------------------------------------------------- | --- |
| 15 janvier                   | Journée de la culture                                                               | Commémore aussi la naissance du poète emblématique Mihai Eminescu |
| 27 janvier                   | Journée commémorant les victimes de la Shoah en Roumanie                            | Coïncide avec la Journée internationale dédiée à la mémoire des victimes de l'Holocauste et est séparée de la « journée européenne du souvenir des victimes des régimes totalitaires et autoritaires » du 23 août, afin d'éviter la mise en concurrence des mémoires par les antisémites |
| 19 février                   | Fête de Constantin Brâncuși                                                         | Constantin Brâncuși est un sculpteur emblématique |
| 8 mars                       | Fête des femmes                                                                     | Coïncide avec la Journée internationale des femmes. Contestée comme « machiste » par des mouvements féministes |
| 9 mars                       | Journée des détenus politiques                                                      | Commémore les prisonniers politiques de la dictature communiste |
| 25 mars                      | Fête des policiers                                                                  | [ 12 ] |
| 27 mars                      | Fête de la Bessarabie et des Moldaves                                               | Commémore l'union de la République démocratique moldave (Bessarabie) avec la Roumanie en 1918 |
| 3 avril                      | Fête des gendarmes                                                                  | [ 13 ] |
| 8 avril                      | Fête des Roms de Roumanie                                                           | Coïncide avec la Journée internationale des Roms |
| 23 avril                     | Fête des fiscalistes et comptables                                                  | |
| 29 avril                     | Jour des anciens combattants                                                        | À la fois commémoration, deuil et fête |
| Premier dimanche de mai      | Fête des Mères                                                                      | |
| Deuxième dimanche de mai     | Fête des Pères                                                                      | |
| 2 mai                        | Fête de la jeunesse                                                                 | |
| 5 mai                        | Jour de la langue tatare                                                            | Ne pas confondre avec la fête des Tatars de Roumanie du 13 décembre |
| 8 mai                        | Jour de l'égalité des chances entre les femmes et les hommes                        | [ 15 ] |
| 9 mai                        | Fête de l'indépendance, de la victoire sur le nazisme et de l'Union européenne      | Commémore simultanément la proclamation d'indépendance de la Roumanie en 1877–1878, la victoire alliée sur l'Allemagne nazie et la journée de l'Europe |
| 10 mai                       | Souvenir de la monarchie (1866-1947)                                                | Jour du couronnement du roi Carol Ier von Hohenzollern et, pour les nostalgiques, fête de la dynastie qu'il a engendré |
| 24 mai                       | Fête de la langue bulgare                                                           | Fête des Bulgares de Roumanie |
| 25 mai                       | Fête de la langue slovaque                                                          | |
| 31 mai                       | Fête des réservistes militaires                                                     | |
| Dernier dimanche de mai      | Fête des entrepreneurs et hommes d'affaires                                         | Contestée en raison de la corruption |
| Mai/juin                     | Commémoration des héros / Ascension                                                 | 40e jour de la Pâque orthodoxe. Observé avec des festivités militaires et religieuses dans les monuments dédiés aux héros nationaux (comme la Tombe du Soldat inconnu), ce qui suscite parfois des polémiques avec les partisans de la laïcité ou les fidèles des religions autres qu'orthodoxe |
| 1er juin                     | Fête des parents                                                                    | |
| 4 juin                       | Fête du traité de Trianon.                                                          | Commémore la reconnaissance de jure des frontières de la Roumanie unifiée en 1920 ; comme ces frontières ont été tracées au détriment de la Grande Hongrie, cette journée est en Hongrie un jour de deuil |
| 26 juin                      | Journée du drapeau                                                                  | |
| Premier dimanche de juillet  | Journée de la justice et fête des juristes et des officiers de justice              | |
| Deuxième dimanche de juillet | Fête des mathématiciens et statisticiens                                            | [ 20 ] |
| 20 juillet                   | Fête de l'aviation et de l'armée de l'air                                           | |
| 24 juillet                   | Fête des garde-frontières et de la police des frontières                            | [ 21 ] |
| 28 juillet                   | Fête des soignants (aide-soignants, ambulanciers, infirmiers, médecins)             | [ 22 ] |
| 29 juillet                   | Fête de l'hymne de la Roumanie                                                      | Date à laquelle Deșteaptă-te, române! a été joué pour la première fois, lors de la Révolution roumaine de 1848 à Râmnicu Vâlcea |
| 23 août                      | Commémoration des victimes des dictatures fasciste et communiste de Roumanie        | Commémore simultanément la résistance en Roumanie pendant la Seconde Guerre mondiale, le passage de la Roumanie du côté des Alliés le 23 août 1944, la libération de l'occupation nazie dans la semaine suivante, la « journée européenne du souvenir des victimes des régimes totalitaires et autoritaires », et celles du pacte Hitler-Staline signé le 23 août 1939, dont la Roumanie, comme les pays baltes et la Pologne, fut victime |
| 31 août                      | Fête de la langue roumaine                                                          | Fête commune avec la république de Moldavie |
| 1er septembre                | Journée de la réserve de biosphère du delta du Danube                               | Promeut également les autres parcs naturels du pays |
| 13 septembre                 | Fête des pompiers                                                                   | |
| 14 septembre                 | Fête des ingénieurs                                                                 | |
| 28 septembre                 | Fête de la langue tchèque                                                           | Fête commune avec le Tchéquie où elle est fête nationale |
| 1er octobre                  | Fête des plongeurs et travailleurs sous-marins                                      | |
| 11 octobre                   | Fête des écoles transylvaines                                                       | Commémore le mouvement culturel de l'« École transylvaine », une manifestation de la renaissance culturelle roumaine |
| 25 octobre                   | Jour des forces armées                                                              | Commémore l'armée roumaine et ses vétérans à l'occasion de l'anniversaire de la libération de Carei, la dernière ville roumaine sous l'occupation fasciste pendant la Seconde Guerre mondiale. C'est aussi l'anniversaire du dernier roi, Michel (abdication en 1947) |
| 11 novembre                  | Journée des anciens combattants                                                     | Commémore aussi le 11 novembre, fin officielle de la Première Guerre mondiale |
| 14 novembre                  | Fête de la Dobroudja                                                                | Commémore l'intégration de la Dobroudja du Nord à la Roumanie en 1878 |
| 16 novembre                  | Fête du patrimoine mondial UNESCO de Roumanie                                       | |
| 19 novembre                  | Fête des chercheurs et créateurs, des scientifiques et des artistes                 | [ 9 ] |
| 28 novembre                  | Fête de la Bucovine                                                                 | Commémore l'union de la Bucovine avec la Roumanie en 1918 |
| Troisième jeudi de novembre  | Journée nationale sans tabac                                                        | |
| 8 décembre                   | Fête annuelle de la constitution                                                    | Commémore le référendum sur la Constitution roumaine de 1991, établissant la première république démocratique |
| 9 décembre                   | Journée anti-corruption                                                             | Commémore les manifestations anti-corruption depuis 2017 |
| 9 décembre                   | Journée des Droits de l'Homme                                                       | Commémore aussi les dissidents et les signataires de la Déclaration d'Helsinki |
| 13 décembre                  | Fête des Tatars de Roumanie                                                         | |
| 18 décembre                  | Fête des autres minorités nationales de Roumanie                                    | |
| 21 décembre                  | Commémoration des victimes du communisme en Roumanie                                | Commémore simultanément la résistance anti-totalitaire |
| 22 décembre                  | Commémoration de la libération de 1989 (chute de la dictature prétendue communiste) | Commémore simultanément les victimes des affrontements du 16 au 27 décembre, durant la Révolution roumaine de 1989 |

## Autres fêtes roumaines
En dehors des fêtes religieuses, les Roumains ont aussi d'autres fêtes coutumières, dont certaines sont considérées par l'Église orthodoxe roumaine comme des hérésies et des fêtes païennes, mais néanmoins célébrées et appréciées.

### Dragobete
Le Dragobete, fils de Baba Dochia, était célébré le 24 février. C'est la fête du début du printemps, quand la nature s'éveille, quand l'ours quitte sa tanière d'hibernation et quand les oiseaux commencent soit à faire leur nid, soit à revenir de migration. Cette fête est l'équivalent roumain de la Saint-Valentin.
Hérité de la mythologie slave, le Dragobete est un entremetteur et un parrain des animaux (son nom signifie « parieur sur l'amour » en vieux-slave : il existe aussi chez les Bulgares et Macédoniens), mais chez les Roumains et Moldaves il est le protecteur de l'amour de ceux qui se rencontrent le 24 février, jour appelé « fiançailles des oiseaux ».

### Mărţişor

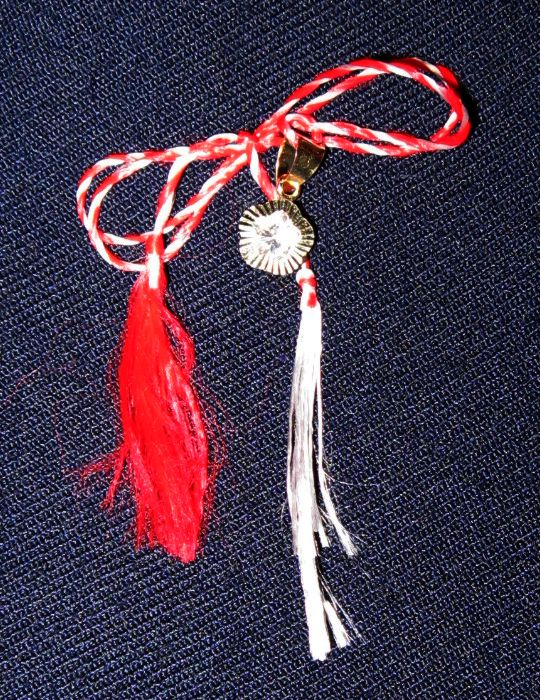
Mărțișor traditionnel

Le Mărţişor, dérivé du latin matronalia, se fête le 1er mars, premier jour du printemps chez les Thraco-Romains et considéré aujourd'hui comme une « fête des femmes » balkaniques. C'est le jour où les femmes amadouaient le dieu de la guerre et de l'agriculture, Mars dans la mythologie romaine, sous l'égide de Junon, protectrice des jeunes épouses honorées avec des perce-neige. Le nom de matronalia vient de matrona, « mère de famille ». Ces traditions pré-chrétiennes mettent en scène les personnages Baba Dochia (Grand-mère Doquia ou Marta). Les Bulgares fêtent aussi le 1er mars sous le nom de martenitsi, mais se réfèrent à Péroun, dieu de la guerre dans la mythologie slave,,.

### Armindina
L’Armindine (Armindina ou Armindene, du slave Armin den, jour du frêne sacré) condense la rosée du petit matin, promesse de santé. Le nom Armin semble provenir des Saxons de Transylvanie, l’Irminsul ayant été, avant leur christianisation (un peu forcée par Charlemagne) l'arbre de vie du peuple Saxon. L'Armindine est célébré le 1er mai en Transylvanie et en Moldavie : les jeunes gens vont couper des jeunes frênes en forêt, les élaguent et les hissent ensuite au cœur de leur ville ou village. Ils mélangent ensuite du vin rouge à de l'absinthe et utilisent ce cocktail hautement enivrant pour échanger du sang entre eux (en se tailladant le bras ou la paume) et « se protéger contre les maladies ». Selon la tradition populaire saxonne et roumaine, la peste peut être repoussée le jour de l'Armindine avec des brins d'absinthe fixés sur les chapeaux, vêtements et fenêtres. Des larmes (rosée, « eau de lune ») peuvent alors être versées par la Vierge Marie au pied du mât de mai, censées donner naissance aux fleurs de muguet. Les Hongrois de Roumanie fêtent l’életfa ; les Slaves tressent aussi des couronnes pour la kupala ; les suédois pour le majstång et les anciens anglo-saxons pour le midsommer (quoique ce dernier se fêtait le 21 juin). Les catholiques, qui traditionnellement n'ont pas d'icônes mais des statues, coiffent celles du Christ en croix d'une couronne de jujubier épineux (Ziziphus spina-christi).

### Fête nationale roumaine

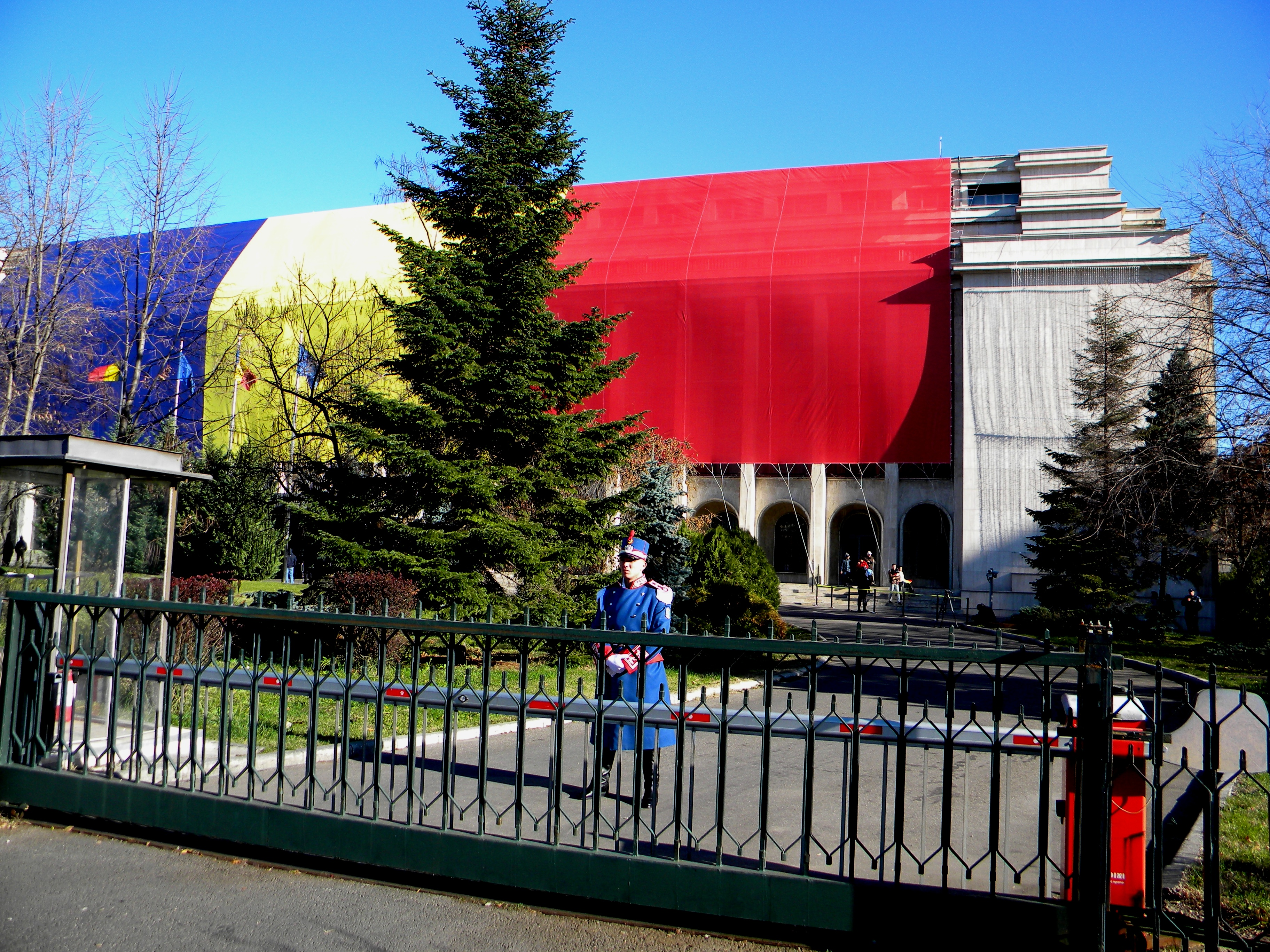
Palais de la Victoire à Bucarest, recouvert d'un drapeau géant en décembre 2015.

La fête nationale roumaine, également appelée jour de l'unité, de l'union ou de l'unification (Ziua Unirii) est célébrée le 1er décembre, marquant l'union de la Transylvanie, de la Bessarabie et de la Bucovine au sein du royaume de Roumanie en 1918. Après la chute de la dictature, cette date est devenue fête nationale.
Avant 1948, jusqu'à l'abolition de la monarchie, la fête nationale était le 10 mai, qui avait un double sens : c'était le jour où le roi Carol Ier a débarqué sur le sol roumain en 1866, et le jour où il a ratifié la déclaration d'indépendance de la Roumanie en 1877. À partir de 1948, pendant le régime communiste de Roumanie, la fête nationale était le 23 août, lorsqu'en 1944 la dictature pro-fasciste du maréchal Ion Antonescu a été renversée, mais pour le Parti communiste roumain, le 23 août marquait le début de son ascension vers le pouvoir, en s'attribuant l'exclusivité du mérite d'avoir mis fin au fascisme.